# Chantal Lauby
Chantal Lauby (* 23. března 1948 Gap) je francouzská herečka, komička, moderátorka, režisérka a scenáristka. Je členkou komediální skupiny Les Nuls.
V roce 2013 získala za svou roli ve snímku Zlatá klícka cenu na Mezinárodním festivalu komediálních filmů v Alpe-d'Huez. V roce 2014 jí byl udělen důstojnický titul Řádu umění a literatury. Od roku 2019 jí náleží rytířský titul Řádu čestné legie.

## Životopis
Narodila se ve francouzské obci Gap, dětství prožila v regionu Auvergne, ve městech Auzon a Clermont-Ferrand. V roce 1970 začala pracovat jako moderátorka na televizní stanici ORTF Auvergne a poté působila na regionálních stanicích France 3 a Radio France. V té době se seznámila s komikem Bruno Carettem, s nímž později uváděla komediální pořady Azur Rock, Un petit clip vaut mieux qu'une grande claque a Bzzz! v režii Philippa Carrese, které se skládaly ze skečů. Díky tomu si jich všimli programoví ředitelé placené televize Canal+ Alain de Greef a Albert Mathieu.

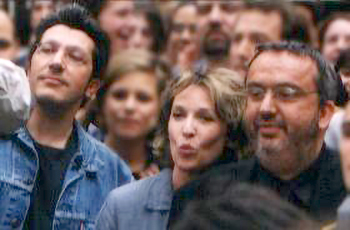
Lauby se svými kolegy z Les Nuls v roce 1999

Lauby a Carette poté založili skupinu Les Nuls s Alainem Chabatem a Dominiquem Farrugiou. Skupina natáčela parodické pořady JTN, Nulle part ailleurs, TVN 595 a poté A.B.C.D. Nuls, pořad, který byl ukončen v prosinci 1989 smrtí Bruna Caretta. Lauby, Chabat a Farrugia pak v letech 1990–1992 uváděli pořad Les Nuls a v roce 1994 společně natočili satirickou komedii La Cité de la peur, kterou režíroval Alain Berbérian.
Po rozpadu skupiny se nejprve věnovala televizním rolím (ztvárnila hlavní hrdinku Louise v seriálu Evamag na stanici Canal+). Zároveň se podílela na prvních filmech svých bývalých kolegů z Les Nuls: Delphine 1, Yvan 0 Dominiqua Farrugia a Didier Alaina Chabata. Zahrála si také vedlejší roli v komedii Chromozómy XY režisérky Clémentine Célarié. V této době začaly přicházet také rozličnější role, v roce 1999 si zahrála v dramatické komedii Největší ženská naděje v hlavní roli s Bérénice Bejo a o roku později v komedii Antilles sur Seine, prvním celovečerním filmu Pascala Légitima. Po vzoru těchto herců z komediálního světa začala také režírovat.
V roce 2002 mělo premiéru její komediální drama Tvoje ruce na mé půlce, které režírovala, napsala k němu scénář a také si v něm zahrála. V témže roce se objevila v úspěšné komedii Asterix a Obelix: Mise Kleopatra, druhém celovečerním filmu svého kolegy Alaina Chabata. Následující rok jí Maurice Barthélémy, další bývalý kolega z Canal+, svěřil vedlejší roli ve svém prvním celovečerním filmu Boxer století.

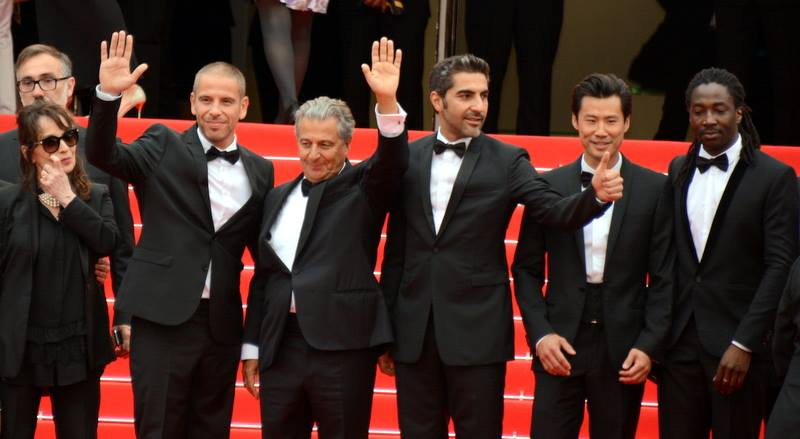
Lauby s herci z filmu Co jsme komu udělali? při prezentaci filmu na Filmovém festivalu v Cannes

Následně přišla velká řada vedlejších rolí, ať už v komediích (Ty a já, Jako všichni ostatní, Vilaine, Bancs publics (Versailles Rive-Droite)), hudebních filmech (Dancing Paris), tak i v dramatech (Le Thanato). V prvním desetiletí nového milénia připravovala scénář ke svému druhému filmu s názvem Comme un Ouragan, který si představovala jako melancholické komediální drama. Protože však cítila, že by neměla požadovanou svobodu, od projektu upustila a svěřila ho Olivieru Barouxovi. Z filmu se stala divácky úspěšná komedie Zbohatlíci.
V roce 2014 ztvárnila Marie Verneuil v komedii Co jsme komu udělali? a objevila se i v dalších dvou pokračováních filmu, Co jsme komu zase udělali? (2019) a Co jsme komu všichni udělali? (2021). Film pojednává o konzervativních manželích, jejichž dcery se vdaly za cizince. Jejího partnera ztvárnil Christian Clavier.

## Filmografie

### Jako režisérka
- 2000: Kitchendales
- 2002: Tvoje ruce na mé půlce

### Jako scenáristka
- 1994: La Cité de la peur, režie Alain Berberian
- 2000: Kitchendales, režie Chantal Lauby
- 2002: Tvoje ruce na mé půlce, režie Chantal Lauby
- 2011: Zbohatlíci, režie Olivier Baroux

### Jako herečka

#### Celovečerní filmy
- 1978: Ils sont grands, ces petits: paní Bellonová
- 1994: La Cité de la peur: Odile Deray
- 1996: Delphine 1, Yvan 0: paní Hattusová
- 1996: Chromozómy XY: Denise
- 1997: Didier: Solange
- 1999: Největší ženská naděje: Françoise
- 2000: Antilles sur Seine: Herman
- 2002: Asterix a Obelix: Mise Kleopatra: Cartapus
- 2002: Tvoje ruce na mé půlce: Odile Rousselet
- 2003: Boxer století: Cathy Driver
- 2003: Les clefs de bagnole: hrála samu sebe
- 2006: Ty a já: Éléonore
- 2006: Jako všichni ostatní: Françoise
- 2008: Vilaine: Mélaniina matka
- 2009: Bancs publics (Versailles Rive-Droite): Pascale
- 2010: Le Thanato de Frédéric Cerulli : Klavinski
- 2011: Dancing Paris: Valérie
- 2012: Po stopách Marsupilamiho: vypravěčka dokumentu o zvířatech (pouze hlas)
- 2013: Zlatá klícka: Solange Caillaux
- 2013: Grand départ: Danielle
- 2013: Prêt à tout: Chantal
- 2014: Co jsme komu udělali?: Marie Verneuil
- 2014: Vzpomínky: Nathalie
- 2015: Vicky: Vickyina matka
- 2016: La Dream Team: Valérie Winter
- 2017: Jour J: Marie
- 2018: Photo de famille: Claudine
- 2019: Co jsme komu zase udělali?: Marie Verneuil
- 2019: Docteur ?: Suzy (hlas na telefonní lince)
- 2020: SOL: Sol Cortis
- 2021: Co jsme komu všichni udělali?: Marie Verneuil

#### Krátkometrážní filmy
- 1995: Arthur, režie Félicie Dutertre a François Rabes
- 2000: En solitaire, režie Stéphane Kazandjian
- 2001: La panne, režie Frédéric Cerruli
- 2011: videoklip „Money Money“ skupiny PZK
- 2014: videoklip „Ma colère“ Yannicka Noaha

#### Televize

##### Televizní filmy
- 1996: Le secret de Julia: Julia
- 1997: Teď nebo nikdy: Yolande
- 1998: Telle mère telle fille: Élisabeth Gestin
- 2010: Le grand ménage: Myriam
- 2010: Le Grand Restaurant: klientka

##### Televizní seriály
- 1988: Palace
- 1999–2000: Evamag
- 2001 a 2004: Caméra café
- 2012: Victoire Bonnot
- 2012: Bref.
- 2012: Hello Geekette
- 2013: Y'a pas d'âge
- 2014–2015: Frères d'armes